# Али бей Михалоглу
Али бей Михалоглу или Гаази Аладин Али бей Михалоглу е известен османски пълководец и акънджия от XV и XVI век, сред най-славните потомци на Кьосе Михал.

## Военни подвизи
Той е първият санджакбей на Смедеревския санджак. През 1459 г. нахлува в Трансилвания, но е отблъснат от трансилванския войвода, който е чичо на крал Матяш Корвин. На следващата 1460 г. превзема за османците Пожежена.
Пребивава в Голубац (Гювенджирлик, днес в Сърбия), откъдето опустошава Унгарски Банат през 1460 г. По-късно същата година султанът го назначава за санджакбей на Видинския санджак. Основава в Плевен вакъф с джамия, дерсие и медресе.
През 1462 г. като санджакбей на Смедерево постоянно напада кралство Унгария, през следващата 1463 г. прикрива успешно основните сили на Мехмед II (който навлиза в Босна) срещу атаката на крал Матяш в Срем. Даже преминава в контраатака, достигайки Тимишоара и влизайки в сражение с войводата на Трансилвания, откъдето е отблъснат със своите сили. 
На 7 февруари 1474 г. неочаквано напада град Варад със своите 7000 спахии, пробивайки дървените огради за защита и разграбвайки града и съкровищницата на епископата. Опустошава и крайградските райони, трасирайки пътя за бъдещата Османска Унгария.
През 1476 г. към Али в Смедерево се присъединява брат му Скендер паша Михалоглу и двамата пресичат Дунав с 5000 спахии във втори опит за превземане на Тимишоара. Претърпяват обаче поражение от унгарските сили в Панчево, като дават и 250 османски пленници.
През 1478 г. заедно Омер бей Тураханоглу (потомък на Турахан бей) напада венецианските владения. През 1503 г. в османски ръце пада Дуръс.
През 1479 г. Али бей започва най-голямата си офанзива срещу Кралство Унгария с променлив успех.

## Фолклор и лирика
Някои историци смята, че епичната фигурата от сръбския фолклор на Алия Джерзелез е вдъхновена от подвизите и има за прототип Али бей Михалоглу. 
В походите си срещу османските противници и неверниците е неизменно придружаван и следван и възпяван в битките си от Призренли Сузи Челеби, османски поет от Призрен. 

## Семейство
Али бей Михалоглу е женен за християнка, чието мюсюлманско име е Мехтар Ханъм, но според Матей Казакул рожденото ѝ име е Мария и той я идентифицира с дъщерята на бан Нягое от Крайова, родоначалника на влиятелния влашки род Крайовеску.. От петимата им синове по-известен е третият Мехмед бей Михалоглу, който се намесва в династичните борби за влашкия престол.